# Beloneuria stewarti
Beloneuria stewarti is een steenvlieg uit de familie borstelsteenvliegen (Perlidae). De wetenschappelijke naam van de soort is voor het eerst geldig gepubliceerd in 1976 door Stark & Szczytko.